# Dampfturbine

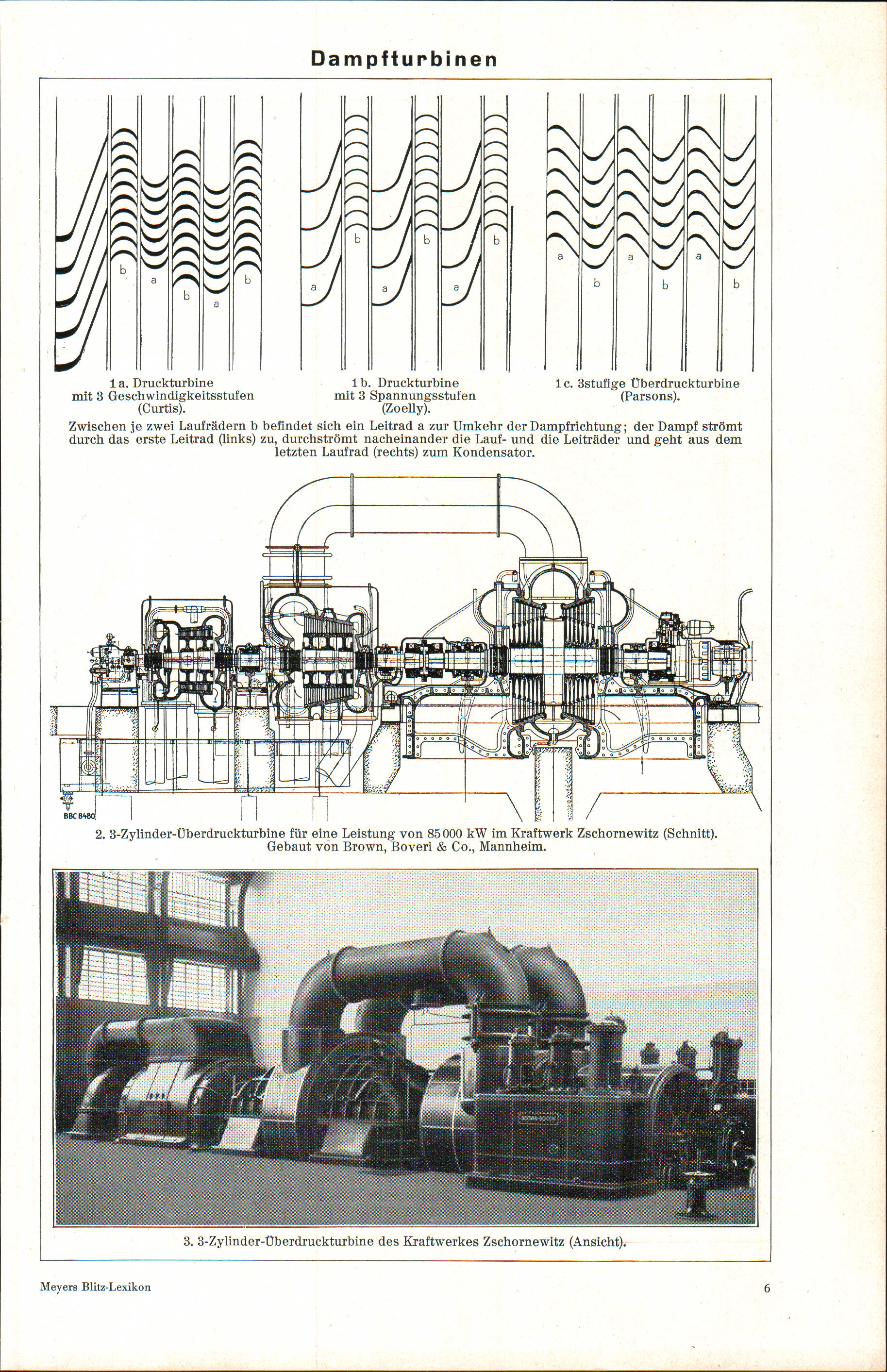
Historische Darstellung einer „3-Zylinder-Überdruckturbine“ für eine Leistung von 85 MW im Kraftwerk Zschornewitz. Gebaut von Brown, Boveri & Co., Mannheim.

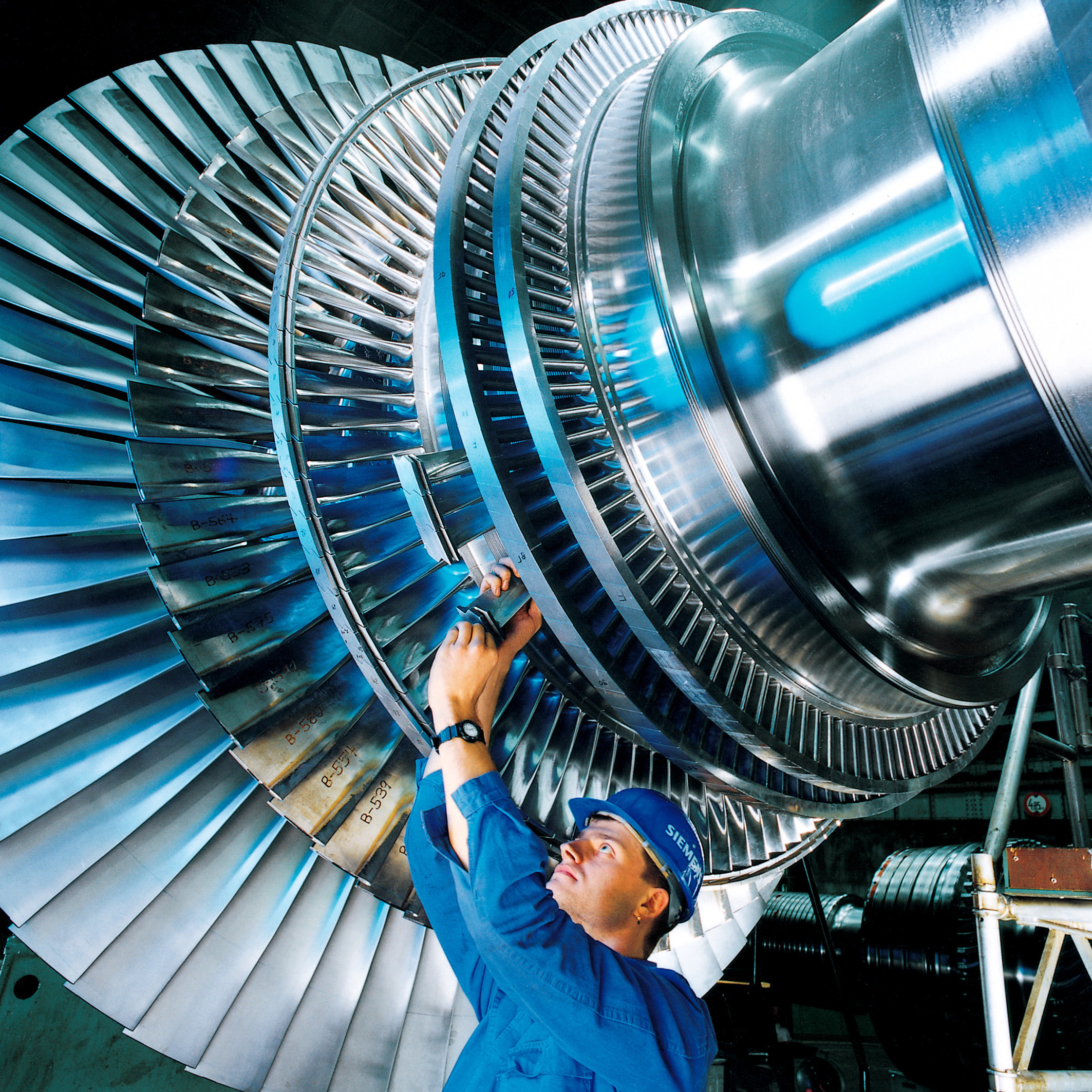
Montage eines Dampfturbinenläufers

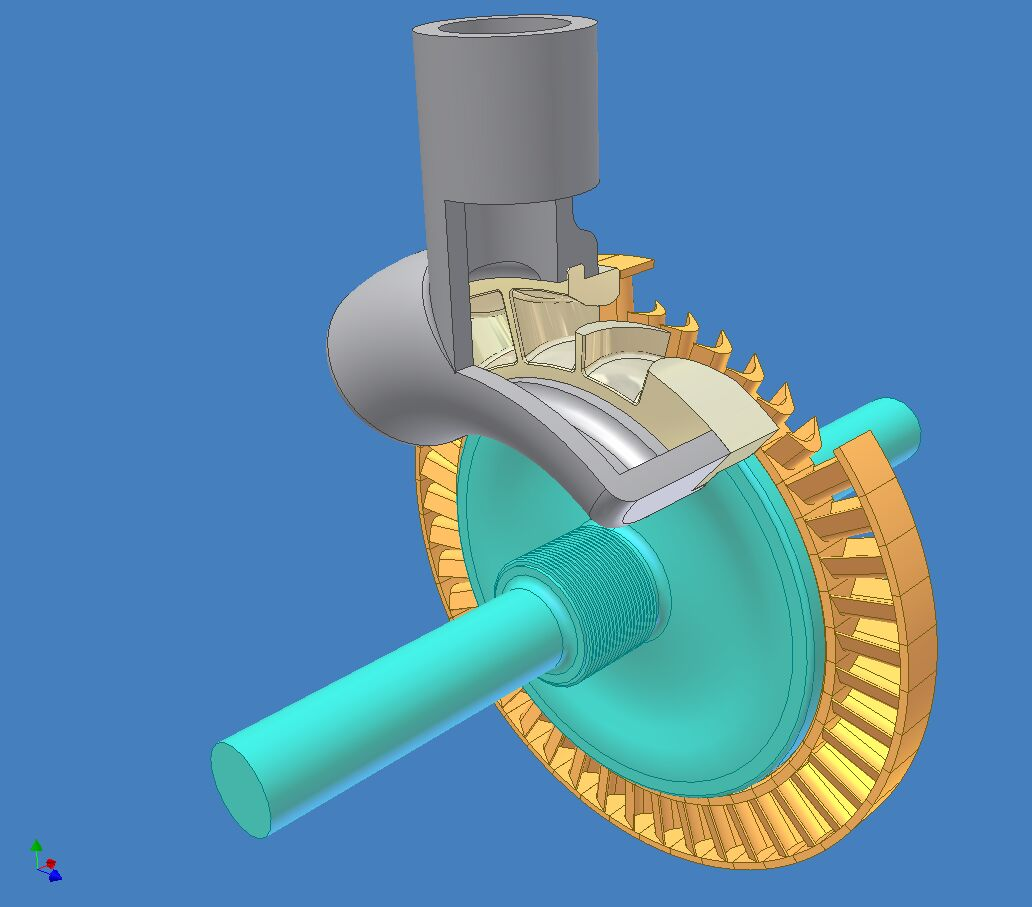
Vereinfachte CAD-Darstellung eines einstufigen Turbinenläufers

Eine Dampfturbine ist eine Wärmekraftmaschine zur Umwandlung der Wärmeenergie des Wasserdampfes in Rotationsenergie. Diese wird hauptsächlich genutzt zum Antrieb eines Synchrongenerators zur Stromerzeugung.
Die Dampfturbine besteht im Wesentlichen aus einem Gehäuse mit dort eingebrachten Leitschaufeln und einer schnell rotierenden, gelagerten Welle mit Turbinenschaufeln (Laufschaufeln). Bedingt durch den nachgeschalteten Kondensator wird ein Unterdruck erzeugt, so dass der Wasserdampf durch die angeströmten Turbinenschaufeln die Turbinenwelle antreibt.
Zur Wärmeenergieausnutzung kommen je nach Anwendung Nieder-, Mittel- und Hochdruck-Dampfturbinen an einem Wellenstrang vor.

## Bezeichnungen

### Genormte Bezeichnungen
Nach DIN sind folgende Bezeichnungen zu unterscheiden:
- Dampfturbine: Sie ist die reine Kraftmaschine mit den rotierenden Bauteilen,
- Dampfturbosatz: Er besteht neben der Dampfturbine aus den angeschlossenen Arbeitsmaschinen, gegebenenfalls zusätzlich einem Getriebe,
- Dampfturbinenanlage: Darunter versteht man die Gesamtheit aus Dampfturbine, Arbeitsmaschine, Kondensator und angeschlossenen Rohrleitungen.

### Weitere Bezeichnungen
- Nach der Durchflussrichtung: Axialturbine und Radialturbine
- Nach dem Arbeitsverfahren: Aktionsturbine (Abbau des Enthalpiegefälles auf den Leitschaufeln) und Reaktionsturbine (Abbau des Enthalpiegefälles auf den Leitschaufeln und den Laufschaufeln)
- Nach dem Dampfzustand: Heißdampf-, Nassdampfturbine sowie Hochdruck-, Mitteldruck- und Niederdruckturbine
- Nach der Dampfzuführung: Frischdampf-, Abdampf- und Speicherdampfturbine
- Nach der Dampfabführung: Kondensations-, Entnahmekondensations- und Gegendruckturbine

## Entwicklung

Schema Reaktionsturbine

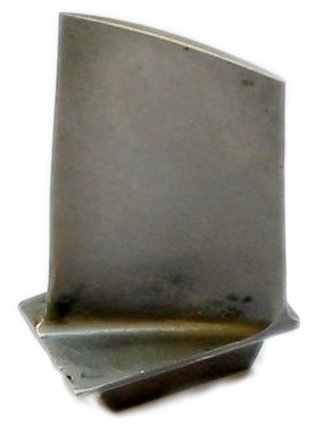
Turbinenschaufel des Hochdruckteiles einer Dampfturbine

Die Dampfturbine nutzt die Totalenthalpie (= Summe verschiedener Energieformen) des Dampfes. Je nach Aufteilung des Enthalpiegefälles auf Leitrad und Laufrad spricht man entweder von Aktions- oder Reaktionsturbinen. Das Prinzip der Reaktionsturbine beschrieb schon im 1. Jahrhundert Heron von Alexandria, und zwar in Gestalt des Heronsballs, der zuvor schon altägyptischen Priestern bekannt gewesen war. Diese frühe Dampfturbine war Spielerei und wurde nie einer weiteren Nutzung zugeführt. Im Jahr 1551 beschrieb der osmanisch-türkische Universalgelehrte Taqi ad-Din erstmals eine Dampfturbine als Antrieb für einen Drehgrillspieß. Im Abendland hatte 1629 der italienische Ingenieur Giovanni Branca als erster die Idee, heißen Dampf zum Antrieb der Schaufeln eines Turbinenrades zu verwenden, allerdings setzte er die Idee nicht in die Praxis um.
Die ersten einsetzbaren Dampfturbinen entwickelten der Schwede Carl Gustav Patrik de Laval (1883) (Aktionsprinzip) und der Engländer Charles Parsons (1884) (Reaktionsprinzip). Beide Originalmaschinen stehen im Deutschen Museum in München. Parsons war auch der erste, der eine Dampfturbine in ein Schiff, die Turbinia, einbaute. Der Vorteil der Reaktionsturbine besteht u. a. darin, dass bei entsprechender Wahl des Reaktionsgrades für Lauf- und Leitreihen dieselben Schaufelprofile verwendet werden können. Ein Nachteil ist die große Anzahl an Stufen und die daraus resultierende Länge des Läufers. Als Kompromiss zwischen der kompakten Bauweise der Laval-Turbine und dem besseren Wirkungsgrad der Parsons-Turbine entwickelten Charles Gordon Curtis in den USA, Auguste Rateau in Frankreich und Heinrich Zoelly in der Schweiz jeweils um die Jahrhundertwende mehrstufige Aktionsturbinen.
Die schwedischen Brüder Birger und Frederik Ljungström entwickelten vor dem Ersten Weltkrieg einen gegenläufigen Radialturbinentyp im Gegendruckbetrieb, der mit Leistungen mit bis zu 30 Megawatt und den Möglichkeiten des Betriebs in einem Fernwärmenetz oder auf einen Kondensator sehr flexibel einzusetzen war. Prinzipbedingt liegt die größte Leistung dieses Typs allerdings ebenfalls bei etwa 30 Megawatt; deshalb werden Ljungströmturbinen in der heutigen Zeit nicht mehr gebaut.

## Funktion
Auf der einen Seite wird eine Flüssigkeit verdampft und bis zum Auftreten eines verwertbaren Drucks weiter erhitzt. Der Dampfdruck treibt die Turbine an. Anschließend kondensiert der Dampf und wird als Flüssigkeit mit einer Pumpe zurück in den Kreislauf gebracht.

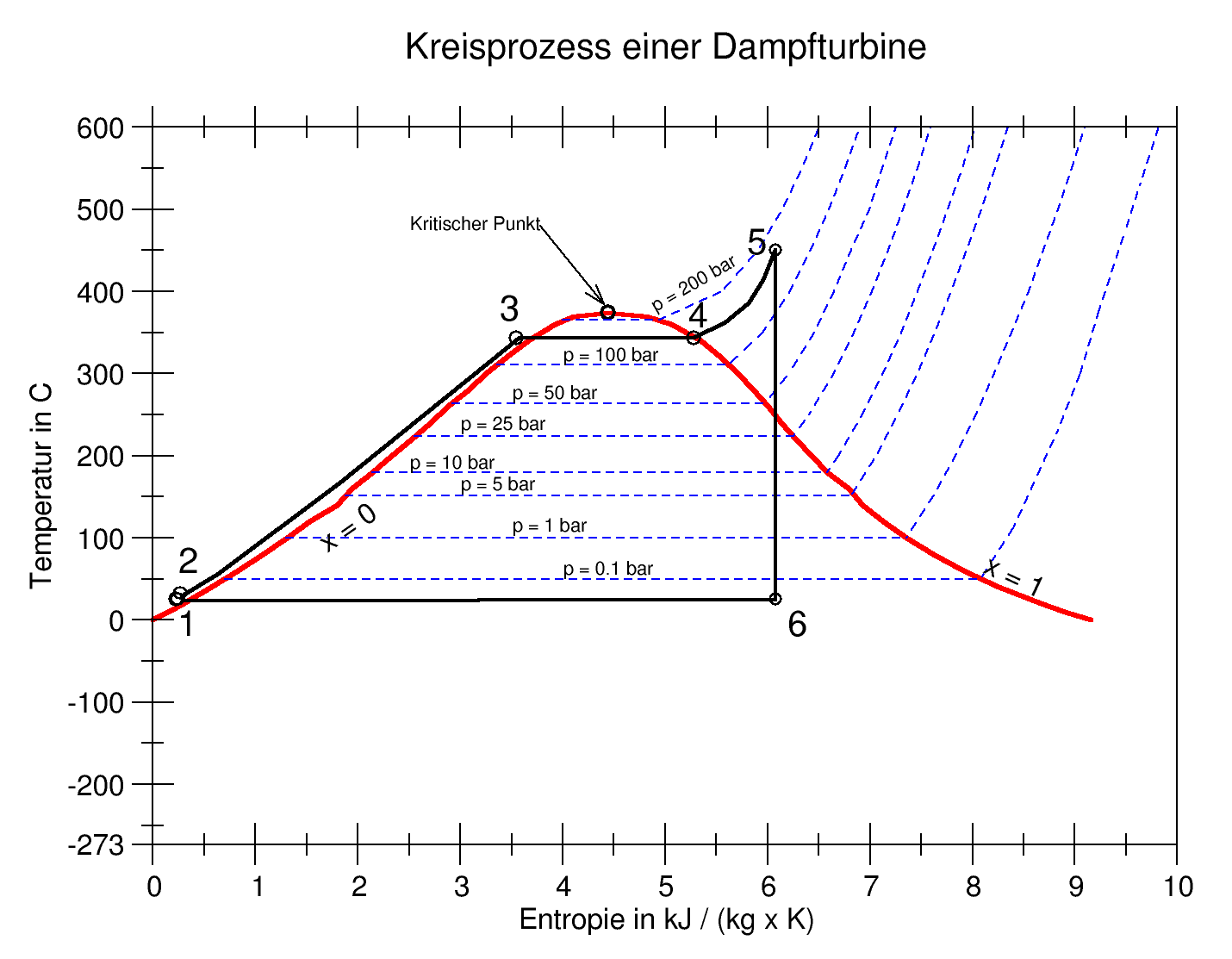
Prozess einer idealisierten Heißdampfturbine mit Nassdampfteil im TS-Diagramm dargestellt

Die rote Linie im Diagramm zeigt die Grenze der Aggregatzustände an: links von ihr ist flüssiges Wasser (x=0), rechts von ihr ist reiner Dampf (x=1), dazwischen „nasser Dampf“.
Der idealisierte (verlustfreie) Dampfkraftprozess einer Heißdampfturbine stellt sich nun wie folgt dar. (In der Dampfturbine selbst spielen sich die Zustandsänderungen von 5 = Dampfturbineneintritt bis 6 = Dampfturbinenaustritt ab):
- 1 – 2: Reibungsfreie und adiabate Druckerhöhung des Arbeitsmittels Wasser auf den im Dampferzeuger herrschenden Druck,
- 2 – 3: Erwärmen des Wassers auf die zum Druck gehörende Verdampfungstemperatur,
- 3 – 4: Überführung des flüssigen Wassers in Dampf bei konstantem Druck (x = 0 → 1),
- 4 – 5: Weitere Erwärmung und Überhitzung des Dampfes bei konstantem Druck,
- 5 – 6: Reibungsfreie und adiabate Entspannung des Dampfes bei konstanter Entropie in der Dampfturbine mit gleichzeitiger Entstehung der ersten Wassertropfen,
- 6 – 1: Isobare Kondensation des nassen Dampfes im Kondensator (x → 0).

Die vom dargestellten Kreisprozess eingeschlossene Fläche repräsentiert die technisch nutzbare Arbeit bezogen auf die durchströmende Dampfmenge.
Der Prozess selbst ist sehr stark vereinfacht, in der Praxis kommen noch weitere Schritte wie beispielsweise die Zwischenüberhitzung des Dampfes bei 5 – 6 und die mehrfache stufenweise Vorwärmung des Wassers bei 1 – 2 sowie zwischen 2 – 3 mit Anzapfdampf aus verschiedenen Stufen der Dampfturbine hinzu. Beides dient der Steigerung von Leistung und Wirkungsgrad. – Ebenso ist in der Praxis die adiabate Entspannung nicht reibungsfrei, so dass die Zustandsänderung 5 – 6 nicht senkrecht, sondern etwas „schräg“ von 5 nach rechts unten verläuft.
Siehe Kreisprozess, Bild „Beispiel: Dampfkraftwerk (Rechtsprozess)“. Die Zwischenüberhitzung bei konstantem Druck verschiebt die Entspannung in der Dampfturbine nach rechts.
Die Entspannung sollte nahe der roten Linie „x=1“ enden, damit die Niederdruckschaufeln der Turbine mit möglichst trockenem Dampf mit wenig Flüssigkeitstropfen beaufschlagt werden.

## Technik

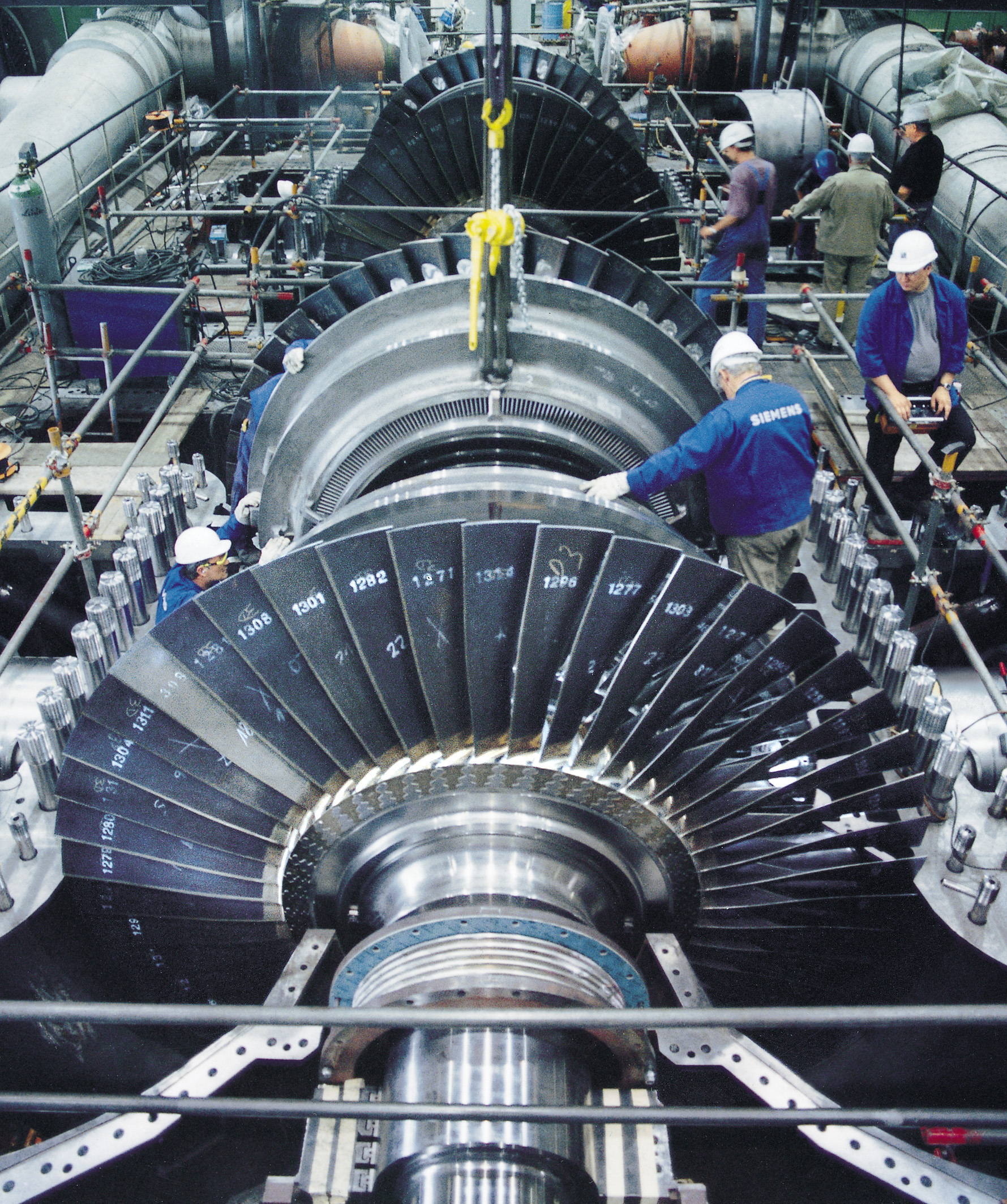
Montage einer Dampfturbine

Der Dampf wird mit Erdgas, Erdöl, Kohle bzw. dem enormen heißen Abgaswärmestrom einer Gasturbine (fossiler Energie), Biomasse, Solarenergie oder Kernenergie im Dampferzeuger bereitgestellt und über Rohrleitungen der Turbine zugeführt. Dort wird dann die Enthalpiedifferenz des Dampfes bis zu der Temperatur und dem Druck genutzt, die vom Kondensator vorgegeben wird. Diese Maschinenbauart heißt daher auch Kondensationsturbine.
Die heutigen Dampfturbinen haben durch die Aufteilung der Dampfmenge auf separate Teilturbinen mit einer gemeinsamen Welle eine Leistung von bis zu 1600 Megawatt. Die technisch mögliche Grenzleistung dieser Bauart wird mit 4000 MW abgeschätzt.
In Kraftwerken werden die Dampfturbinen an einen Synchron-Turbogenerator gekoppelt, der Strom erzeugt. Seine Drehzahl hängt von der Frequenz des zu speisenden elektrischen Stromnetzes ab, das sind je nach Land 50 Hz (3000 oder 1500/min) oder 60 Hz (3600 oder 1800/min).
In großen konventionellen Kraftwerken kommen üblicherweise Heißdampfturbinen mit Drehzahlen von 3000 bzw. 3600/min zum Einsatz. Die derzeit größte Dampfturbine für ein Kohlekraftwerk steht in Maasvlakte (Maasvlakte Power Plant 3) und liefert 1100 MW. Sie besteht aus einer Hochdruck-, einer Mitteldruck- und 3 Niederdruckturbinen, gebaut von der ehemaligen Alstom Power.
Kernkraftwerke werden mit Sattdampfturbinen, zum Teil mit halber Netz-Drehzahl von 1500 bzw. 1800/min, betrieben. Hier werden auch die höchsten Kraftwerksleistungen, häufig über 1000 MW, erreicht. Die leistungsstärksten Dampfturbinen (1755 MW) wurden für die beiden Blöcke des chinesischen Kernkraftwerks Taishan gebaut. Die Turbinen der meisten Kernkraftwerke bestehen aus einem Hochdruck- sowie zwei oder drei Niederdruckteilen in separaten Gehäusen mit insgesamt zwei oder drei Kondensatoren. Als eines der wenigen Kernkraftwerke weltweit verfügte das Kernkraftwerk Würgassen über eine Mitteldruckturbine.
Die größten Schaufellängen der Niederdruckteile betragen etwa 1400 mm (bei 3000/min) bzw. 2200 mm (bei 1500/min). Im Betrieb erreichen die Schaufelspitzen eine Geschwindigkeit von bis zu 500 Metern pro Sekunde, was in etwa der 1,5-fachen Schallgeschwindigkeit in der Luft entspricht. Die zugehörige Zentripetalbeschleunigung der Schaufelspitze beträgt in diesem Betriebszustand 4000 m/s². Die daraus resultierende und an einer Schaufel wirkende Fliehkraft entspricht der Masse eines vollbetankten Airbus 380 (ca. 550 t) und wirkt an jeder der ca. 50 Laufschaufeln der Niederdruckendstufe. Nicht nur die Schaufeln selbst müssen diesen Kräften standhalten, sondern auch die Schaufelfüße, die wiederum die Kräfte in die Rotorwelle weiterleiten. Derartige Belastungen werden durch martensitische Stähle beherrscht; durch spezielle Werkstoffe wie beispielsweise Titanlegierungen wird versucht, das Entspannungsende weiter abzusenken, um dem Dampf mehr Arbeit zu entziehen.

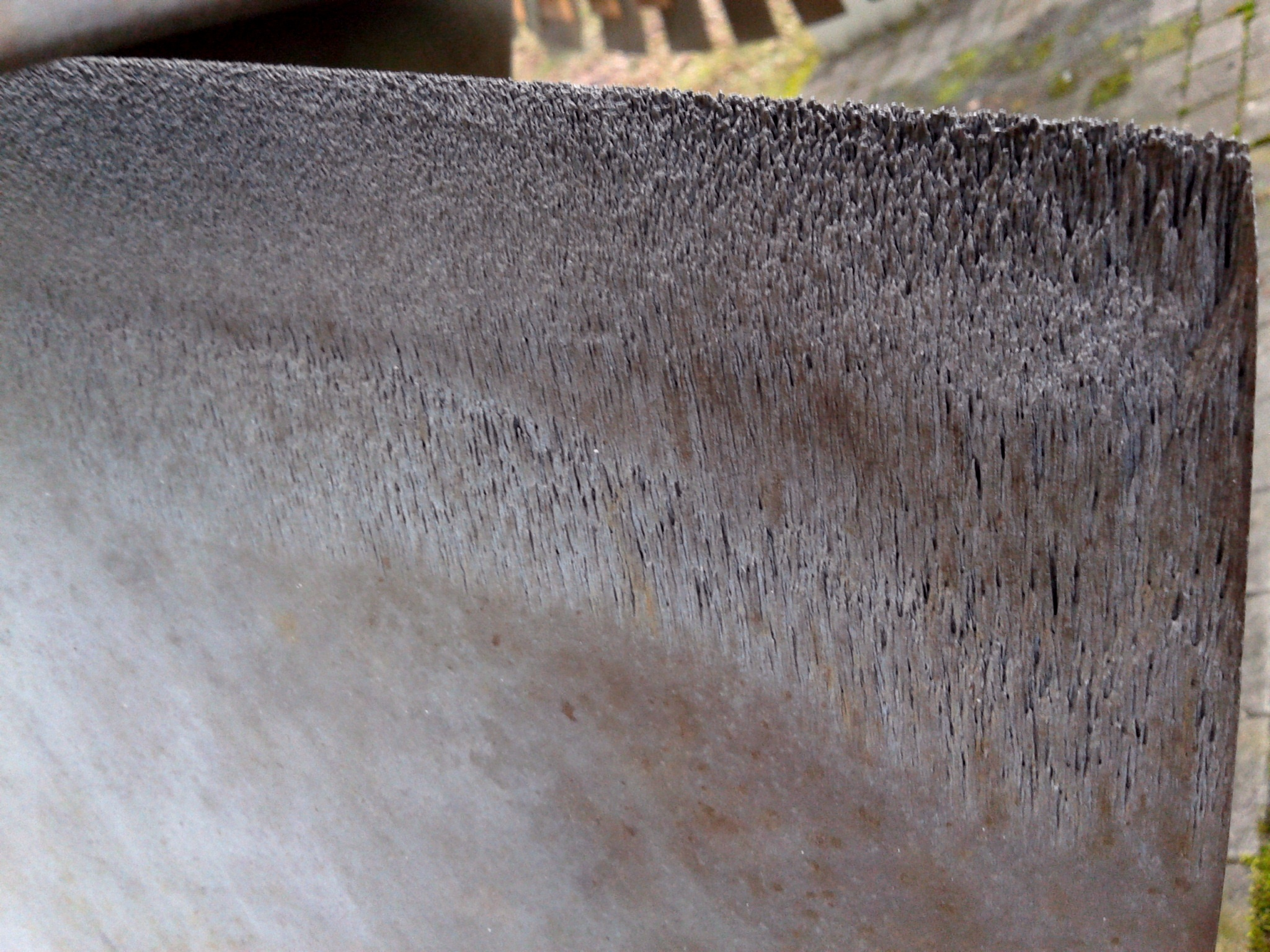
Erosionsverschleiß an der Rückseite einer ausgemusterten Niederdruck-Dampfturbinenschaufel am Heizkraftwerk Altbach/Deizisau

Ein schwierig zu beherrschender Nebeneffekt ergibt sich beim Betrieb von Niederdruckdampfturbinen. Der Dampfdruck sinkt dabei weit unter 1 bar. Zwischen bestimmten Teilbereichen der Schaufeln der letzten Stufen erreicht der Dampf die zugehörige Schallgeschwindigkeit. Damit die zuvor bei der Entspannung entstehenden Wassertropfen die Schaufeln der Turbine und beim Eintritt in den Kondensator dessen Rohre nicht erodieren können, durchströmt der Dampf Fliehkraftabscheider, wo die Tropfen durch Zentrifugalkraft entfernt werden. In der Turbine kommt es aufgrund der stark absinkenden Dichte zu einem radialen Druckgefälle und somit zu ungleichen Strömungsgeschwindigkeiten über der Schaufelhöhe.
Grenzen der Turbinenleistung sind durch die realisierbaren Schaufellängen gegeben, die eher durch strömungstechnische Probleme vorgegeben sind als durch die erreichbare Festigkeit des Schaufelmaterials.

## Einsatzbereich Dampfkraftwerke
Der heute am weitesten reichende Einsatzbereich von Dampfturbinen findet sich in der Stromerzeugung in Kraftwerken für fossile Brennstoffe oder in Kernkraftwerken. Diese Dampfturbinen gelten mit Leistungen bis 1755 MW (installiert im chinesischen Kernkraftwerk Taishan) als die größten ihrer Art. Zudem werden Dampfturbinen in Sonnenwärmekraftwerken eingesetzt.
Bei der Stromerzeugung gilt es jedoch besondere Rahmenbedingungen einzuhalten: So beträgt die Netzfrequenz in Europa 50 Hz, was bei einer Zweipolmaschine eine Drehzahl von 3000/min und bei einer Vierpolmaschine 1500/min zwingend erforderlich macht. Diese Drehzahl muss genau eingehalten werden, um die Synchronität zum Netz nicht zu verlieren. Aus diesem Grund werden ganz spezielle Anforderungen an die Regelung gestellt. Aus technischer Sicht ist die niedrigere Drehzahl günstiger – dennoch wird in vielen Kraftwerken mit 3000/min gearbeitet, da die Eigenfrequenz vieler Turbinenwellen im Bereich 1200–1400/min liegt und somit zu nahe an der Betriebsdrehzahl.
Eine aktive Regelung der Drehzahl über Dampfventile wäre für diese Anforderung viel zu träge, weshalb man eine passive Regelung über die Last bevorzugte. So wird die Turbinendrehzahl über die Netzfrequenz vorgegeben.
Die Wellen von Kraftwerksturbinen können bis zu 60 m lang sein und inklusive Turbosatz mehrere 100 Tonnen wiegen. Wegen der für diese Maschinengröße hohen Drehzahlen entstehen hierbei gewaltige Kräfte, die im ungünstigsten Fall bei einem Störfall zu einem Bersten der Turbine führen können. Aus diesem Grund werden in Kernkraftwerken Turbinen stets so aufgestellt, dass wegfliegende Trümmerteile keinesfalls den Kernreaktor treffen können. Auch konventionelle Kraftwerke werden so gebaut, dass solche Trümmerteile niemals in Richtung des Leitstands weggeschleudert werden können.
Der Anlauf einer Kraftwerksturbine aus dem Kaltzustand kann bis zu einer Woche dauern. Ein zu schnelles Anfahren könnte durch die schnelle und ungleichmäßige Wärmedehnung der Welle gegenüber dem Gehäuse zu ihrem Verklemmen führen. Die Turbine wird daher unter ständiger Drehung bei niedriger Drehzahl langsam auf bis zu 300 °C vorgeheizt. Dabei wird die Welle über ein elektrisches oder hydraulisches Drehwerk mit rund 60/min angetrieben, um ein Durchhängen und ein axiales Schaben in der Lagerung der Welle zu verhindern. Ist die Turbine auf Betriebstemperatur, so dauert das Hochfahren auf Betriebsdrehzahl in der Regel zwischen 12 und 60 Minuten.
Eine Besonderheit sind die Kraftwerksblöcke für den Bahnstrom der Deutschen Bahn, da hierfür bei einer Zweipolmaschine nicht 3000, sondern nur 1000/min benötigt werden. Oftmals werden daher diese Turbosätze nicht direkt, sondern durch ein Getriebe so miteinander verbunden, dass nur der Generator mit niedrigerer Drehzahl betrieben wird.
In besonders effizienten Kraftwerken findet die Dampfturbine weiterhin Verwendung, da sie mit Gasturbinen kombinierbar ist: Die Abgase der Gasturbinen heizen den Dampferzeuger, durch den im Dampferzeuger entstehenden Dampf wird eine Dampfturbine angetrieben. Diese Form von Kraftwerken nennt man GuD-Kraftwerke (Gas-und-Dampf-Kombikraftwerk).

## Weitere Anwendungen
Dampfturbinen wurden bereits Anfang des 20. Jahrhunderts in Seeschiffen eingesetzt, da nur sie aufgrund ihrer Leistungsfähigkeit der Forderung nach immer höheren Schiffsgeschwindigkeiten gerecht werden konnten. Im Zweiten Weltkrieg wurden die größeren Kampfschiffe und Flugzeugträger meist durch Dampfturbinen angetrieben und erzielten Leistungen bis 150.000 PS (110 MW). Nachdem Mitte der siebziger Jahre die Preise des Öls für die Befeuerung der Dampfkessel immer weiter stiegen, wurden kaum noch Dampfturbinen in Schiffe eingebaut. Stattdessen gab man den zwar teureren, aber verbrauchsgünstigeren Dieselmotoren und Gasturbinen den Vorzug.
Heute werden Dampfturbinen nur noch bei atomgetriebenen Schiffen zur eigentlichen Krafterzeugung genutzt. Vor allem im Bereich der Militärtechnik wird dabei der vibrationsfreie und geräuscharme Lauf als großer Vorteil gewertet.
Auch zum Antrieb von Verdichtern und Pumpen im hohen Leistungsbereich (> 1 Megawatt) kommen Turbinen zum Einsatz.
Dampfturbinen finden auch in großen Kraft-Wärme-Kopplungsanlagen Anwendung.
Dampfturbinen wurden versuchsweise auch zum Antrieb von Lokomotiven verwendet (Dampfturbinenlokomotive).

## Abbildungen historischer Turbinen

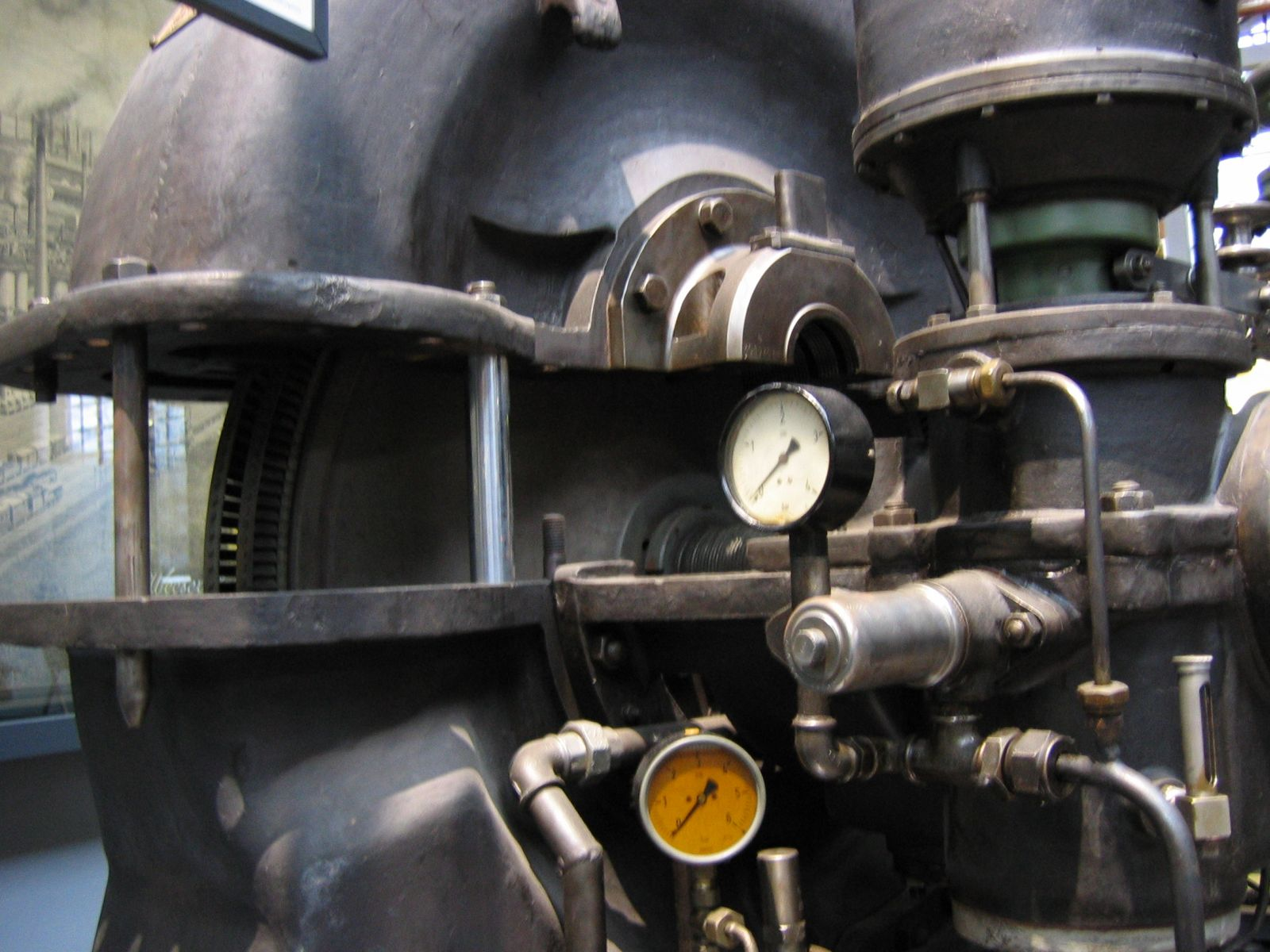
Ältere Dampfturbine mit auseinandergezogenen Gehäusedeckeln; ausgestellt im Rheinischen Industriemuseum Zinkhütte Alternberg in Oberhausen
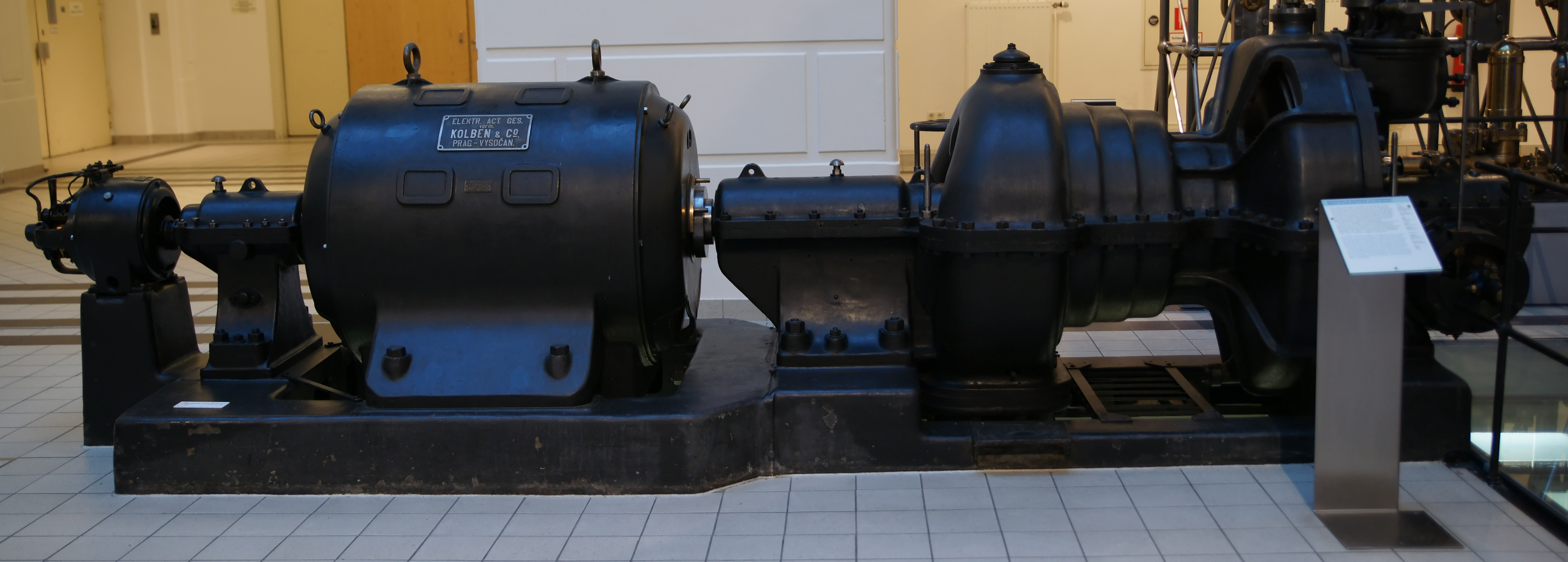
Maschinensatz mit Dampfturbine (rechts), direkt mit Drehstromgenerator (links) verbunden. Baujahr 1910; Drehzahl 2.000/min elektrische Leistung 250 kW.
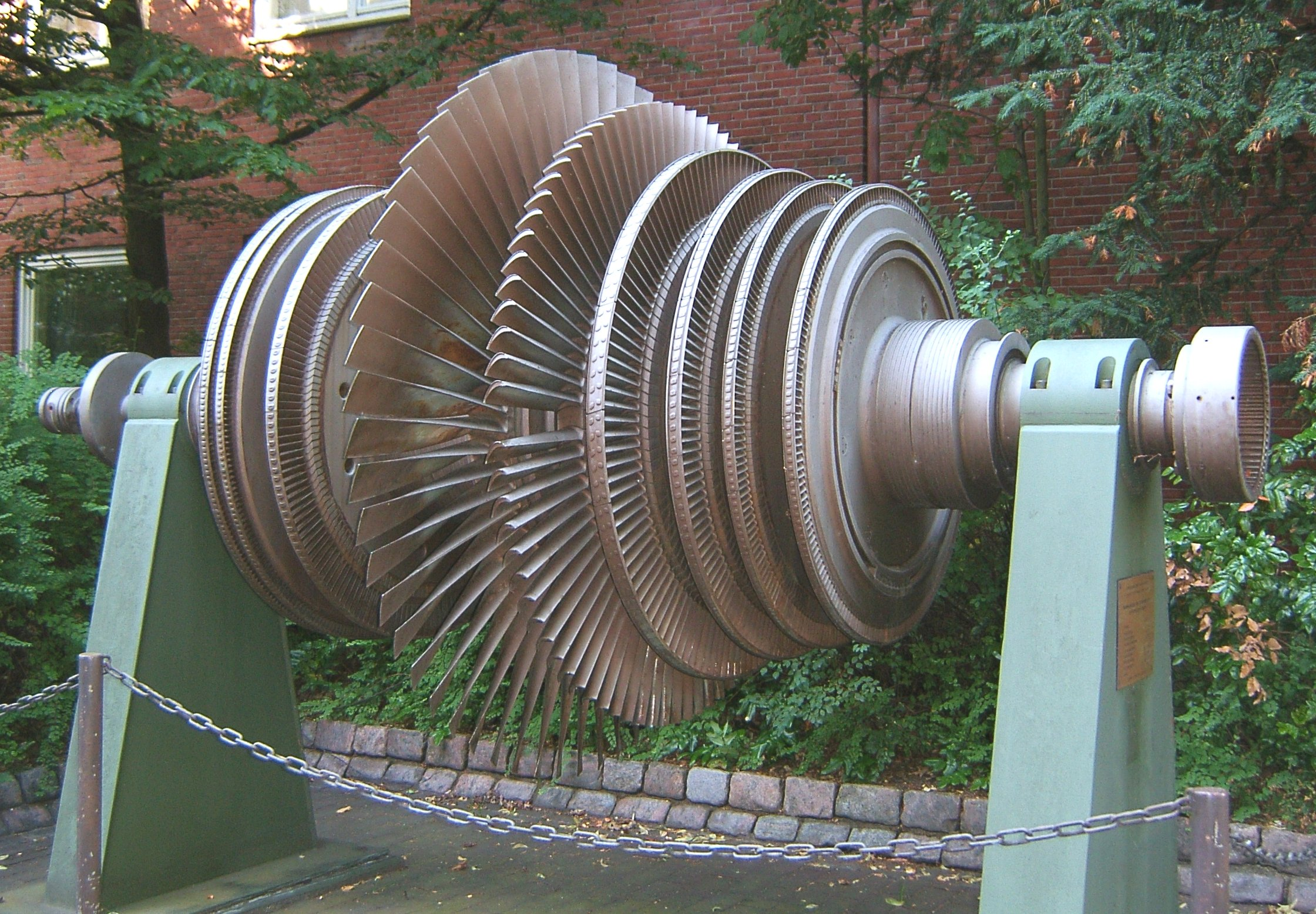
Niederdruckläufer einer Schiffsdampfturbine zum Antrieb eines Tankers. Baujahr 1977, Leistung 23.500 kW, Drehzahl des Niederdruckläufers 4.100/min, Hersteller :AEG. Standort: Technische Universität Hamburg
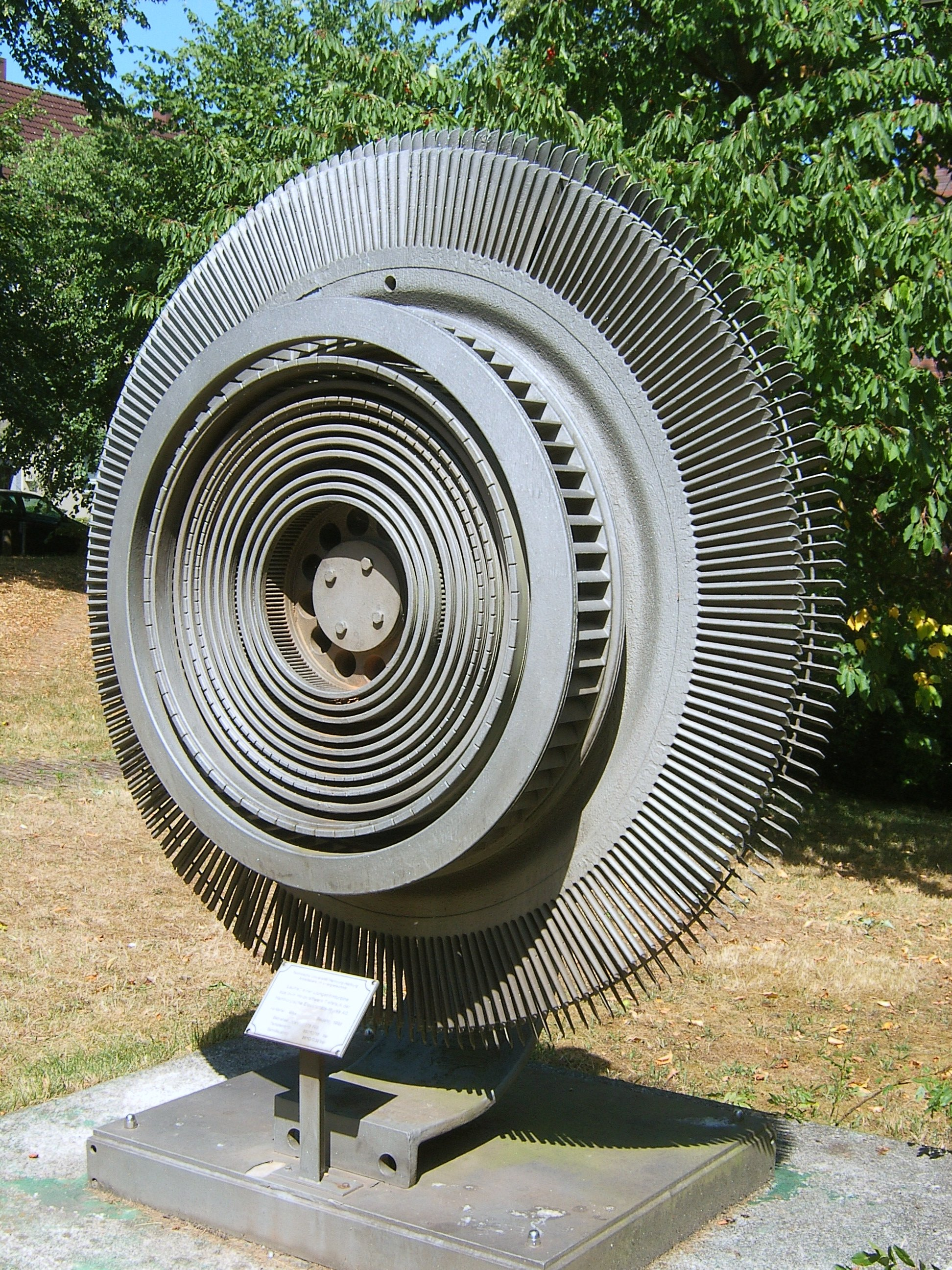
Laufrad einer Ljungströmturbine aus dem Heizkraftwerk Tiefstack der HEW. Hersteller: MAN 1938 Standort: Technische Universität Hamburg
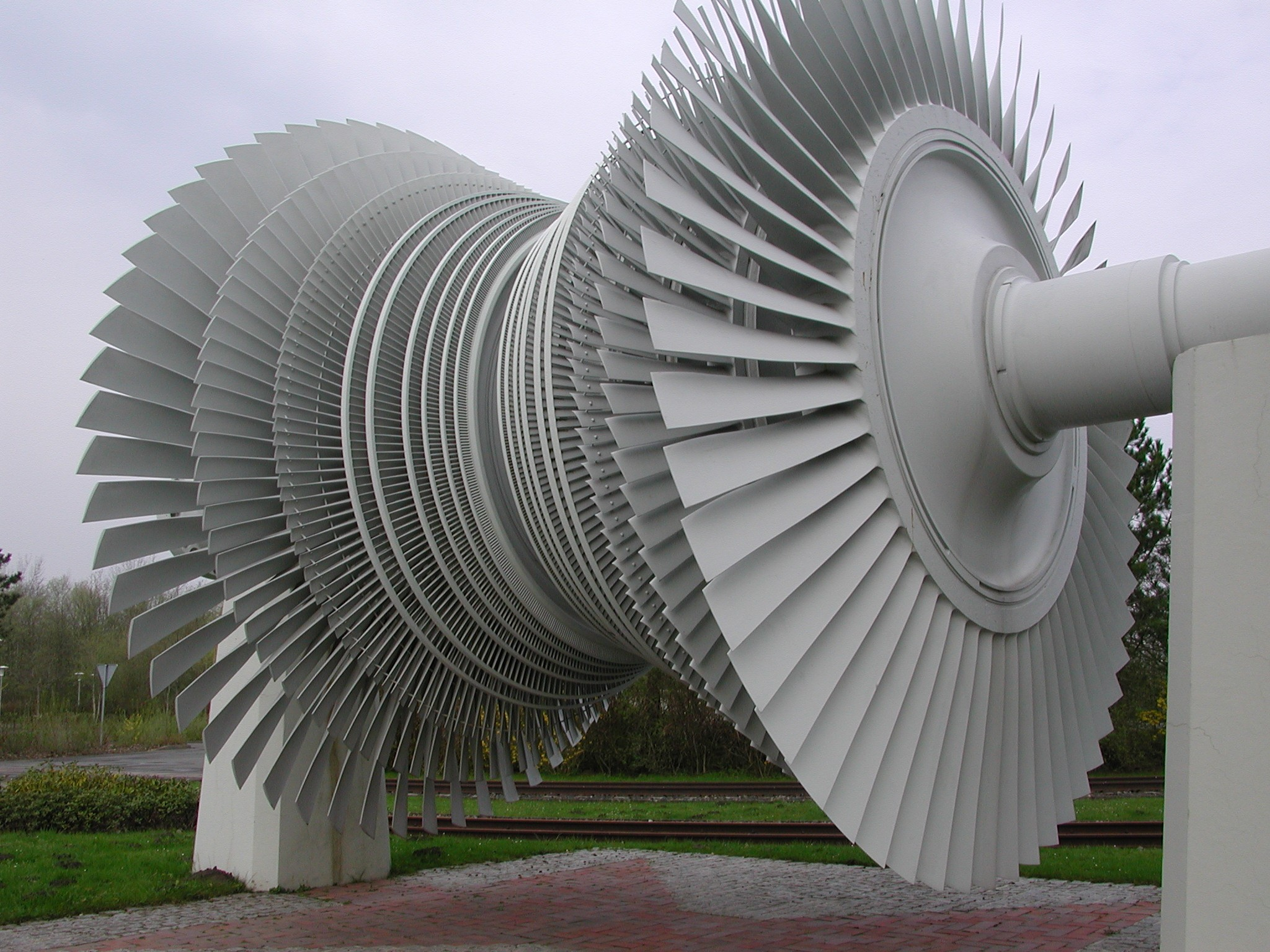
Ausgemusterter Niederdruckturbinenläufer aus dem Kernkraftwerk Unterweser
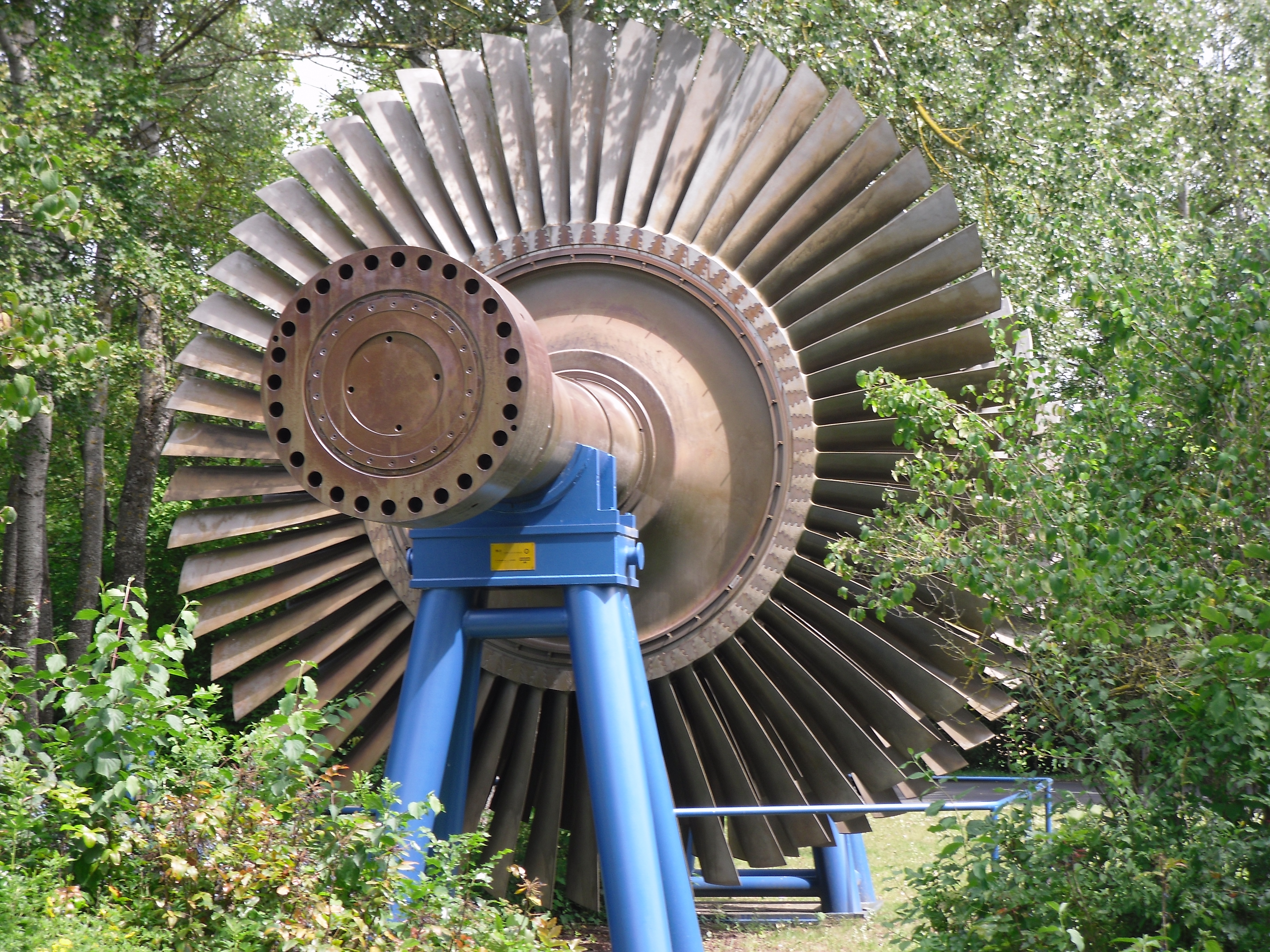
Ausgedienter Niederdruckturbinenläufer Kernkraftwerk Grafenrheinfeld
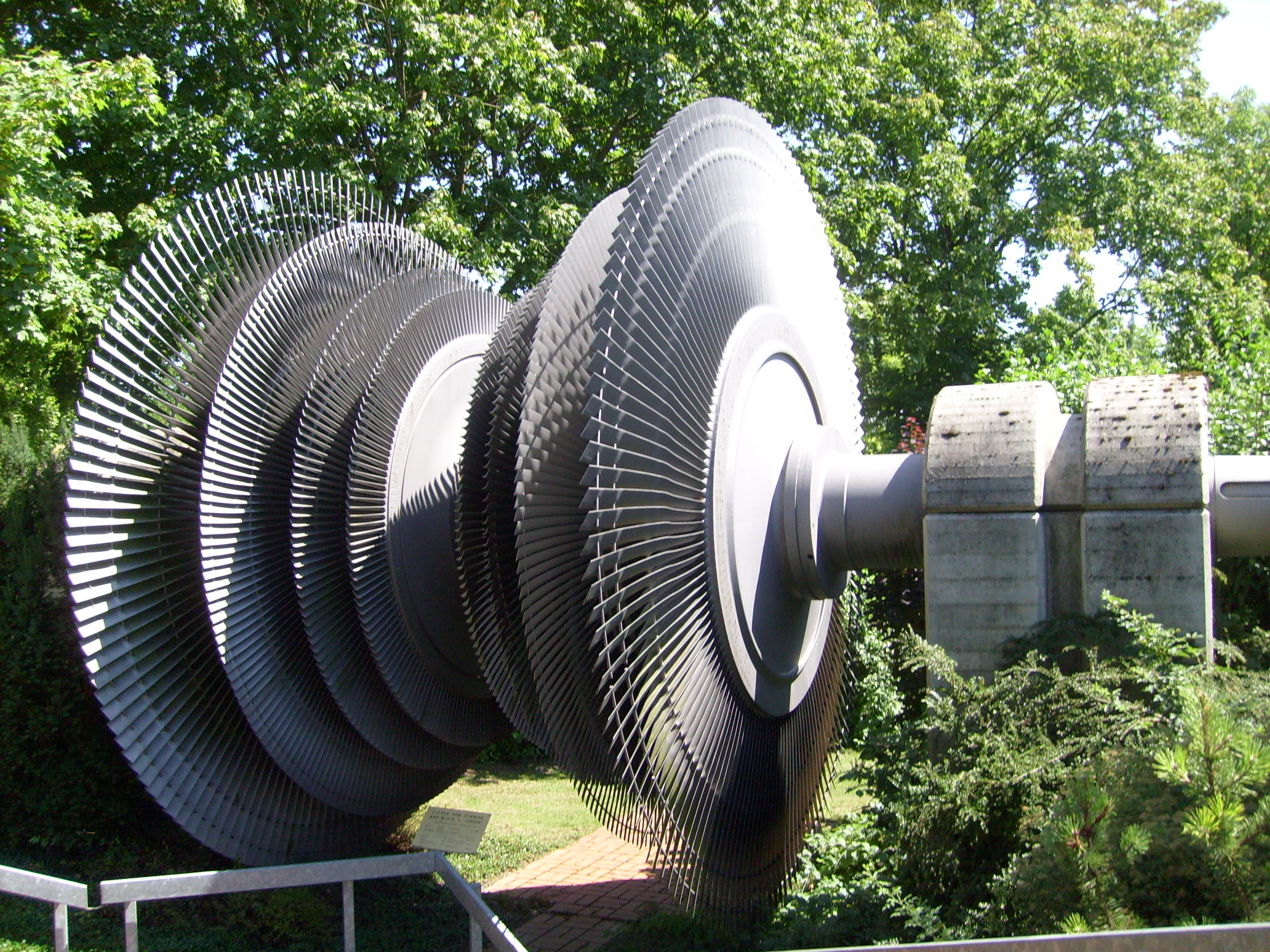
Ausgediente zweiflutige Dampfturbine vor dem Besucherzentrum des Kernkraftwerks Gundremmingen
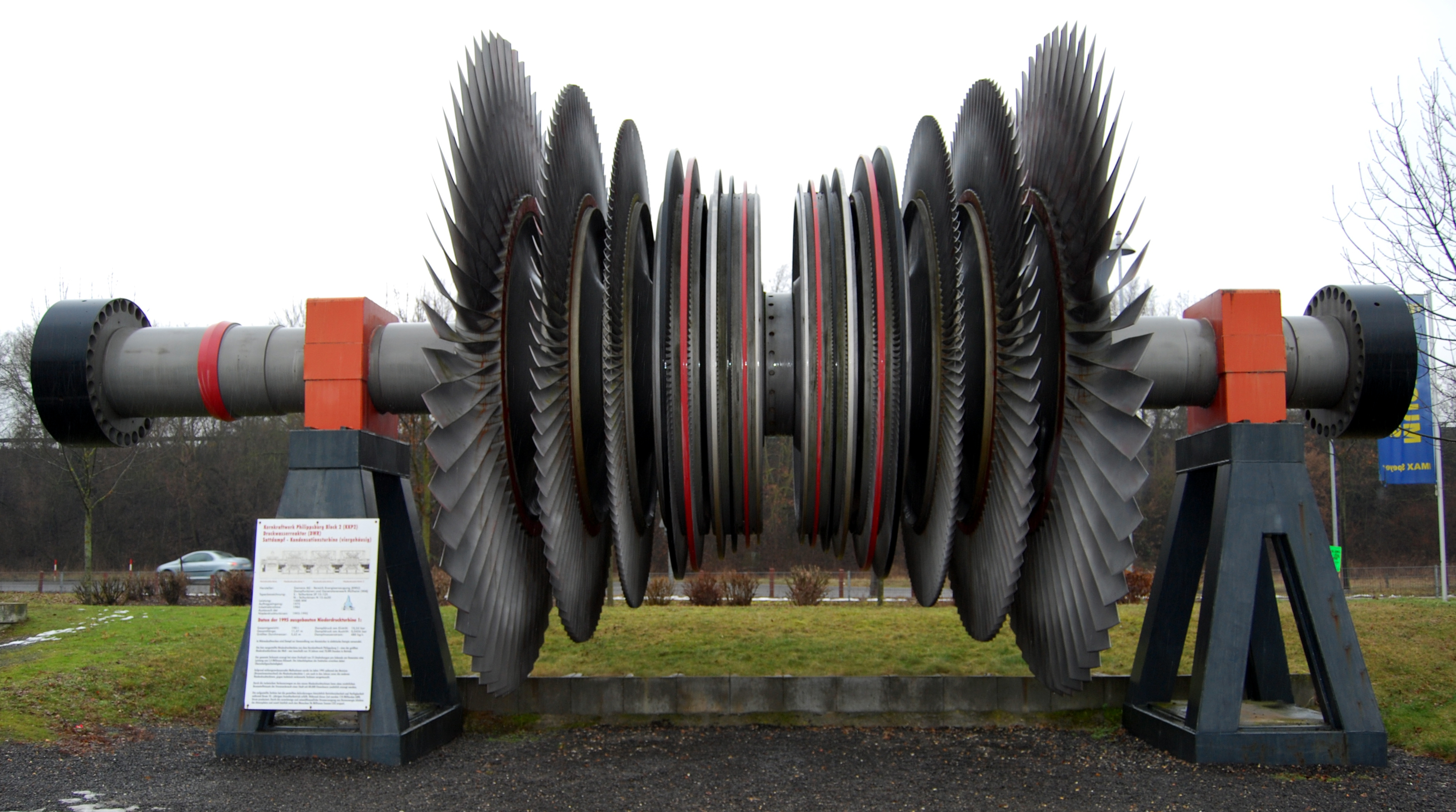
Ausgedienter Niederdruckläufer aus dem Kernkraftwerk Philippsburg im Technik-Museum Speyer
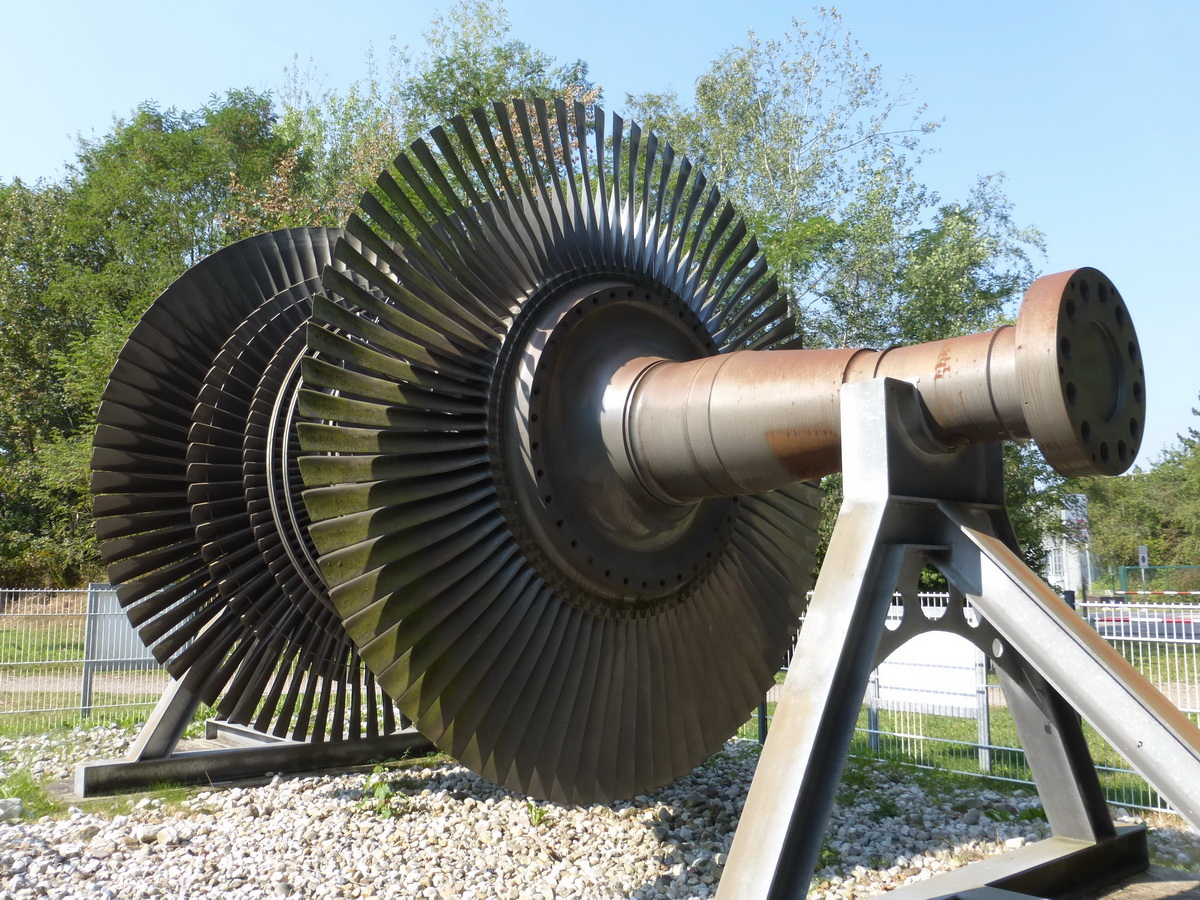
Niederdruckläufer aus Block D des Braunkohlekraftwerks Schwandorf/Dachelhofen, in Betrieb von 1972 bis 1997, ausgestellt in Wackersdorf

## Dampfturbinenbau
Im Dampfturbinenbau hat es in den letzten Jahrzehnten einen starken Konzentrationsprozess gegeben. Die verbliebenen Turbinenbauer sind u. a.:
- Ansaldo, Genua
- Alstom Power Systems, Levallois-Perret (wurde 2015 an GE Power Systems verkauft)
- BHEL, Neu-Delhi
- Doosan Škoda Power (bis 2009 Škoda), Pilsen
- Dresser-Rand, Houston/Texas
- GE Power Systems, Atlanta
- Hitachi Power Europe
- Power Machines, St. Petersburg
- M + M Turbinen-Technik GmbH, Bad Salzuflen
- MAN Energy Solutions SE, Augsburg
- Mitsubishi Heavy Industries
- Siemens Energy Oil & Gas Steam Turbine Units, Görlitz
- Siemens Sector Energy u. a. Mülheim an der Ruhr, Görlitz, Nürnberg, Brünn
- Howden Turbo GmbH (bis 2007 Kühnle, Kopp & Kausch), Frankenthal
- SPILLING Energiesysteme, Hamburg
- TGM Turbinas, Sertãozinho (São Paulo)
- Tuga, Teheran
- TurboAtom (bis 1980 Charkiwer Turbinenwerke), spezialisiert auf Dampfturbinen für Kernkraftwerke, Charkiw
- EMS Power Machines, Istanbul